# Juhani Peltonen

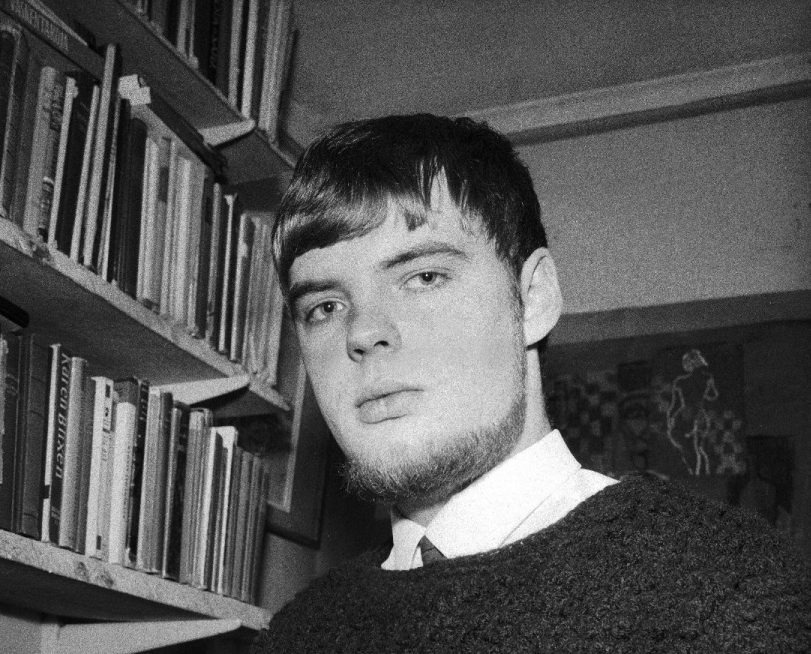
Juhani Peltonen (1965).

Raimo Jorma Juhani Peltonen, född 12 maj 1941 i Tusby, död 25 februari 1998 i Loppis, var en finländsk författare. 
Peltonen var en mångsidig författare, mest känd och uppskattad som lyriker (Valittu runous, valda dikter, utkom 1977). Förutom dikter skrev han romaner, noveller och skådespel. Han odlade en originell, galghumoristisk fantasi och ett infallsrikt språk i sina verk, som andas en romantisk idealism, kämpande för en värld fri från konkurrens och våld. Hans miljöer är vanligen befolkade av en rad antihjältar, som går mot en oundviklig undergång. Bland hans arbeten märks romanen Valaan merkkejä (1973) och skådespelet Päivän sankari (1968) och den parodiska idrottsromanen Elmo (1978), som även dramatiserats med framgång. Han tilldelades Kalevi Jäntti-priset 1969 och Pro Finlandia-medaljen 1989.